# 국공채
국공채(國公債, 영어: treasury bills)란 공적인 기관이나 정부가 그 원리금의 상환을 보증한 채권 및 지방자치단체가 발행한 채권을 말한다. 조세와 함께 국가 및 지방자치단체의 재정자금 등을 조달하는 원천이 된다.

## 같이 보기
- 미국 재무부 채권